# 100 mètres féminin aux championnats du monde d'athlétisme 1991
Navigation
Rome 1987 Stuttgart 1993

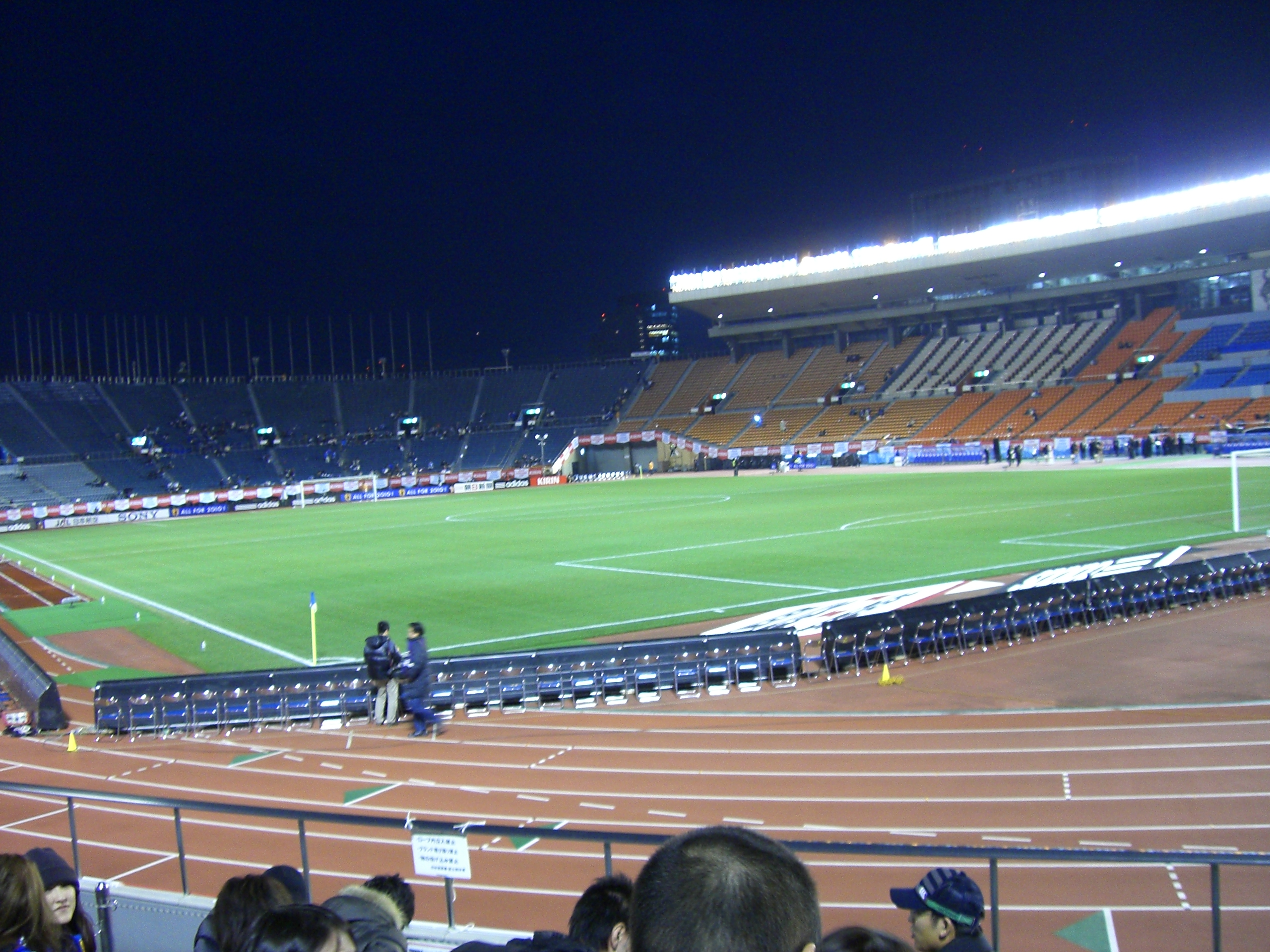

L'épreuve du 100 mètres féminin des championnats du monde d'athlétisme 1991 s'est déroulée les 26 et 27 août 1991 dans le Stade olympique national de Tokyo, au Japon. Elle est remportée par l'Allemande Katrin Krabbe, en 10 s 99.
En demi-finale, la favorite Merlene Ottey invaincue en 56 finales depuis quatre ans, prend le meilleur sur Gwen Torrence et Irina Privalova en 10 s 78 avec un vent trop favorable. L'autre demi-finale est remportée par Katrin Krabbe. En finale, Krabbe et Torrence prennent le meilleur départ et ne sont plus rejointes, Ottey prenant la troisième place. L'Allemande réussit un temps sous les 11 s malgré un très fort vent de face.

## Résultats

### Finale
| Rang               | Athlète         | Pays             | Temps   | Réaction |
| ------------------ | --------------- | ---------------- | ------- | -------- |
| Médaille d'or      | Katrin Krabbe   | Allemagne        | 10 s 99 | 0 s 157  |
| Médaille d'argent  | Gwen Torrence   | États-Unis       | 11 s 03 | 0 s 152  |
| Médaille de bronze | Merlene Ottey   | Jamaïque         | 11 s 06 | 0 s 196  |
| 4                  | Irina Privalova | Union soviétique | 11 s 16 | 0 s 206  |
| 5                  | Evelyn Ashford  | États-Unis       | 11 s 30 | 0 s 202  |
| 6                  | Juliet Cuthbert | Jamaïque         | 11 s 33 | 0 s 180  |
| 7                  | Mary Onyali     | Nigeria          | 11 s 39 | 0 s 201  |
| 8                  | Carlette Guidry | États-Unis       | 11 s 52 | 0 s 202  |

### Demi-finales
| Rang | Athlète         | Pays             | Temps   | Notes |
| ---- | --------------- | ---------------- | ------- | ----- |
| 1    | Katrin Krabbe   | Allemagne        | 10 s 94 |       |
| 2    | Evelyn Ashford  | États-Unis       | 11 s 08 |       |
| 3    | Juliet Cuthbert | Jamaïque         | 11 s 13 |       |
| 4    | Carlette Guidry | États-Unis       | 11 s 16 |       |
| 5    | Kerry Johnson   | Australie        | 11 s 38 |       |
| 6    | Liliana Allen   | Cuba             | 11 s 53 |       |
| 7    | Beatrice Utondu | Nigeria          | 11 s 58 |       |
| -    | Irina Slyusar   | Union soviétique | DQ      |       |

| Rang | Athlète          | Pays             | Temps   | Notes  |
| ---- | ---------------- | ---------------- | ------- | ------ |
| 1    | Merlene Ottey    | Jamaïque         | 10 s 78 | (v.f.) |
| 2    | Gwen Torrence    | États-Unis       | 10 s 85 |        |
| 3    | Irina Privalova  | Union soviétique | 10 s 99 |        |
| 4    | Mary Onyali      | Nigeria          | 11 s 10 |        |
| 5    | Pauline Davis    | Bahamas          | 11 s 19 |        |
| 6    | Natalya Kovtun   | Union soviétique | 11 s 37 |        |
| 7    | Beverly McDonald | Jamaïque         | 11 s 46 |        |
| 8    | Voúla Patoulídou | Grèce            | 11 s 51 |        |

## Légende
Records et Performances
- AR : Record continental (area record)
- CR : Record des championnats (championship record)
- MR : Record du meeting (meet record)
- NR : Record national (national record)
- OR : Record olympique (olympic record)
- PR : Record paralympique (paralympic record)
- PB : Record personnel (personal best)
- SB : Meilleure performance personnelle de la saison (season's best)
- WL : Meilleure performance mondiale de l'année (world leader)
- WJR : Record du monde junior (world junior record)
- WR : Record du monde (world record)

Circonstances et Conditions
- DNF : N'a pas terminé (did not finish)
- DNS : N'a pas pris le départ (did not start)
- DQ : Disqualification (disqualification)
- NM : Aucun essai valable enregistré (No Mark)
- Q : Qualifié « directement » au prochain tour (ou à la prochaine compétition), lors d'une compétition majeure, grâce au classement ou à la réalisation des minima (automatic qualifier)
- q : Qualifié au prochain tour (ou à la prochaine compétition), lors d'une compétition majeure, grâce au repêchage ou à la réalisation de l'une des meilleures performances parmi celles des « non qualifiés directement » (grâce au meilleur temps ou à la meilleure distance par exemple) (secondary qualifier)